# Меган Ті Сталліон
Меган Джовон Рут Піт (нар. 15 лютого 1995), професійно відома як Меган Ті Сталліон (англ. Megan Thee Stallion) — американська реперка. Родом із Х'юстона, штат Техас, вперше привернула увагу, коли відео її фристайлінгу стали популярними в соціальних мережах. У 2018 році підписала контракт з 300 Entertainment, де випустила мікстейп Fever (2019) і EP Suga (2020), обидва з яких увійшли в топ-10 Billboard 200.
Випустила дебютний студійний альбом Good News (2020), який отримав схвалення критиків, увійшовши до кількох списків найкращих альбомів на кінець року.
Протягом кар'єри Меган Ті Сталліон отримала кілька нагород, включаючи шість BET Awards, п'ять BET Hip Hop Awards, чотири American Music Awards, дві премії MTV Video Music Awards, премію Billboard Women in Music Award і три премії Греммі. На 63-й щорічній церемонії вручення премії Греммі вона стала другою жінкою-реперкою, яка отримала приз «Кращий новий виконавець» після Лорін Гілл у 1999 році. У 2020 році Time назвав її однією зі 100 найвпливовіших людей у світі у щорічному списку. Крім музики, Megan Thee Stallion зосередилася на освіті, пізніше закінчивши Техаський Південний університет зі званням бакалавра наук у галузі охорони здоров'я у 2021 році.
Меган Ті Сталліон відома благодійною діяльністю, зокрема підтримкою малозабезпечених родин, а також проєктами на підтримку темношкірих жінок та дівчат США.

## Ранні роки та освіта
Меган Джовон Рут Піт народилася 15 лютого 1995 року в Сан-Антоніо, штат Техас, і її мати Холлі Томас одразу після її народження переїхала до Х'юстона. Холлі Томас читала реп під іменем Holly-Wood і брала дочку з собою на записи, замість того, щоб віддавати її в дитячий сад. Піт виросла в районі Південного парку в Х'юстоні, а потім переїхала з матір'ю в Перленд, штат Техас, у віці 14 років, де вона жила до 18 років. Почала писати реп у 14 років. Коли вона врешті продемонструвала Холлі свої навички репу у віці 18 років, Холлі вимагала, щоб Піт дочекалася 21 року, щоб продовжити кар'єру. Її мати казала, що її тексти були занадто сексуальними для її молодого віку. Піт відвідувала середню школу в Перленді, яку закінчила у 2013 році. Її батько помер, коли вона вчилася на першому курсі середньої школи.
У 2013 році, коли Піт була студенткою Університету Prairie View A&M, вона почала завантажувати відео зі своїм фристайлінгом у соціальні мережі. Відеоролик з її батлами з супротивниками-чоловіками став вірусним, вона отримала популярність в інтернеті. Після перерви Піт відновила навчання в Техаському Південному університеті. Вона закінчила навчання 11 грудня 2021 року, отримавши ступінь бакалавра наук у галузі охорони здоров'я.
Сценічний псевдонім Megan Thee Stallion обраний тому, що в підлітковому віці її називали «жеребцем» (англ. stallion) через зріст (5′10″ або 178 см) і статуру тіла; пишних жінок на півдні США в просторіччі називають «stallion».

## Кар'єра

### 2016—2017: Початок кар'єри
У квітні 2016 року Megan Thee Stallion випустила перший сингл «Like a Stallion». За цим послідували невеликі мікстейпи Rich Ratchet (2016) і Megan Mix (2017). У вересні 2017 року дебютувала на професійному рівні з комерційно випущеним EP Make It Hot.  Сингл з EP 2017 року «Last Week in HTx» став її найуспішнішим синглом за цей час, зібравши кілька мільйонів переглядів на YouTube. У 2017 році Меган Ті Сталліон випустила пісню «Stalli (Freestyle)», як переробку пісні покійного музиканта XXXTentacion «Look at Me!».
Приблизно в цей час вона пройшла прослуховування, щоб стати учасником акторського складу Love & Hip Hop: Houston; однак запропонований спін-офф франшизи Love & Hip Hop був відкладений на невизначений термін у червні 2016 року.

### 2018—2019: Tina Snow і Fever
На початку 2018 року Меган Ті Сталліон підписала контракт з 1501 Certified Entertainment, незалежним лейблом у Х'юстоні, яким керує T. Farris, і який належить колишньому бейсболісту Карлу Кроуфорду. Таким чином, перша реперка підписала контракт з лейблом, а потім виступила на SXSW у березні 2018 року. У червні 2018 року Megan Thee Stallion випустила EP з 10 піснями під назвою Tina Snow. EP було названо на честь її альтер-его Тіни Сноу, яку вона описує як «більш сира версія» себе. Тіна Сноу була позитивно сприйнята критиками.
У листопаді 2018 року Меган Ті Сталліон оголосила, що підписала контракт з 300 Entertainment, що зробило її першою жінкою, підписаною з лейблом. Саме в цей час вона мала підтримати австралійського репера Іггі Азалію в її турі Bad Girls, однак пізніше тур було скасовано.
22 січня 2019 року випустила «Big Ole Freak» як сингл зі свого EP Tina Snow, а також зняла музичне відео на цей трек. 15 квітня «Big Ole Freak» зайняв 99-е місце в чарті Billboard Hot 100, що стало для неї першим записом у чартах, а пізніше він досяг 65-го місця в Hot 100. Fever, її другий мікстейп, випущений 17 травня 2019 року. Альбом отримав схвалення критиків і потрапив до кількох списків критиків на кінець року, а Paper назвав його найкращим альбомом 2019 року.
21 травня 2019 року Megan Thee Stallion випустила музичне відео на трек з першого альбому «Realer». У липні 2019 року Chance The Rapper випустив свій дебютний студійний альбом The Big Day, а Megan Thee Stallion була представлена в треку «Handsome». 2 серпня 2019 року на HBO відбулася прем'єра скетч-шоу «Чорна леді»; шоу використовує пісню Megan Thee Stallion «Hot Girl».
9 серпня 2019 року Megan Thee Stallion випустила сингл «Hot Girl Summer», за участю Нікі Мінаж і Ty Dolla Sign. Він досяг 11-го місця в американському Billboard Hot 100, ставши першим синглом Megan Thee Stallion у 20-ці найкращих і очолив 100-ку Rolling Stone.
У вересні 2019 року Megan Thee Stallion підписала угоду про менеджмент з Roc Nation. У жовтні 2019 року знялася в серіалі жахів Hottieween режисера Теяни Тейлор. У тому ж місяці виступила з концертом NPR Tiny Desk під час Tiny Desk Fest. У листопаді 2019 року Time включив Megan Thee Stallion до свого першого списку «Time 100 Next».

### 2020–дотепер: Suga, Good News і Something for Thee Hotties
У січні 2020 року Megan Thee Stallion випустила сингл «Diamonds» зі співачкою Normani для саундтреку до фільму про супергеройок Хижі пташки, випущеного того ж року. Того ж місяця вона анонсувала дебютний альбом Suga і випустила головний сингл «B.I.T.C.H.». У лютому 2020 року з'явилася в синглі «Fkn Around» від Phony Ppl і на The Tonight Show у головній ролі Джиммі Феллона, виконавши «B.I.T.C.H.». Наступного місяця оголосила, що дебютний альбом був відкладений через її спробу переукласти свій контракт з 1501 Certified. Вона запустила хештег «#FreeTheeStallion», щоб підвищити обізнаність з проблемою, зазначивши, що «[вона] не зрозуміла деяких слів», коли підписала початковий контракт з 1501.
6 березня 2020 року Megan Thee Stallion випустила EP Suga проти бажання 1501, після того, як суддя виніс тимчасовий заборонний ордер проти лейбла. Того ж місяця пісня «Savage» з EP стала вірусною у TikTok, коли популярний користувач Кіра Вілсон використала її для танцювального відео, яке набрало 15,7 мільйона переглядів і 2,4 мільйона лайків станом на 20 березня 2020 року. Ремікс за участю Бейонсе був випущений 29 квітня 2020 року. Пісня увійшла в першу десятку найкращих записів Megan thee Stallion у Сполучених Штатах невдовзі після випуску реміксу, зрештою ставши її першим лідером хіт-параду в країні. «Savage» також допоміг підвищити продажі Suga, піднявши його до 7 місця в Billboard 200. Кошти від пісні надійшли до некомерційної х'юстонської організації Bread of Life, яка надає допомогу постраждалим від COVID-19. Megan Thee Stallion також була суддею конкурсного шоу HBO Max Voguing Legendary, яке дебютувало в травні 2020 року. Вона випустила пісню «Girls in the Hood» 26 червня 2020 року, перш ніж з'явилася на синглі Cardi B «WAP» і у своєму музичному відео в серпні 2020 року. «WAP» став її другим синглом номер один у США, побивши рекорд за кількістю трансляцій пісні за перший тиждень її випуску в США (93 мільйони).
У серпні 2020 року Megan Thee Stallion стала глобальним амбасадором Revlon. Вона отримала першу номінацію на музичну премію Billboard, коли була номінована як найкраща реп-виконавиця у вересні 2020 року. Через кілька днів потрапила до щорічного списку Time 100 найвпливовіших людей у світі. Megan Thee Stallion отримала вісім номінацій на BET Hip Hop Awards 2020, включаючи номінації як найкращий виконавець року, за найкращі пісню року та альбом року. Вона також зрівнялася з Джастіном Бібером як музикант з найбільшою кількістю номінацій на церемонії вручення нагород People's Choice Awards 2020, отримавши шість номінацій. Megan Thee Stallion також стала другим найбільш номінованим виконавцем на American Music Awards 2020. У жовтні 2020 року вона випустила сингл «Don't Stop» за участю репера Young Thug і просувала його, виконавши на прем'єрі 46-го сезону Saturday Night Live. Того вечора вона виконала «політично заряджену» версію «Savage», в якій звернулася до расизму, до генерального прокурора Кентуккі Деніеля Кемерона та надіслала повідомлення про важливість захисту чорношкірих жінок та руху Black Lives Matter. Вона продовжила працювати у цьому напрямку, написавши для The New York Times колонку під назвою «Чому я виступаю за чорношкірих жінок». Megan Thee Stallion з'явилася в комедійному випуску 2020 року Sarah Cooper: Everything's Fine. Вона отримала чотири номінації на 63-й щорічній премії Греммі, включаючи як найкращий новий виконавець та запис року за «Savage (Remix)». Врешті Megan Thee Stallion визнана найкращою новою виконавицею, що зробило її першою жінкою-реперкою, яка зробила це після Лорін Гілл у 1999 році, а також вона отримала нагороди за найкращу реп-пісню та найкраще реп-виконання, обидва за «Savage (Remix)».
13 листопада 2020 року Megan Thee Stallion оголосила про вихід дебютного студійного альбому Good News, який вийшов 20 листопада 2020 року. Випуск альбому збігся з його четвертим синглом «Body», а також музичним відео. Альбом дебютував під номером 2 в Billboard 200 і під номером 1 в Top R&B/Hip-Hop Albums з більш ніж 100 000 проданих копій. 14 січня 2021 року Megan Thee Stallion була представлена в реміксі синглу Аріани Гранде «34+35», другого синглу з її шостого студійного альбому Positions разом з Doja Cat. Найбільше нагород на церемонії BET Awards у 2021 році отримала Megan Thee Stallion із чотирма нагородами. Бой-бенд BTS випустив ремікс на сингл «Butter» за участю Megan Thee Stallion, який зайняв третє місце в Billboard Global 200. Вона також зібрала найбільше номінацій на BET Hip Hop Awards 2021 разом з Cardi B, по дев'ять у кожній; обидві реперки отримали найбільше нагород під час церемонії. Megan Thee Stallion була представлена на синглі DJ Snake «SG», разом з Ozuna і Lisa з Blackpink, випущеному в жовтні. 29 жовтня 2021 року вона випустила Something for Thee Hotties, збірку раніше невиданих пісень і фрістайлів. Збірник дебютував на п'ятому місці в американському Billboard 200, ставши четвертим топ-10 Megan Thee Stallion.
У листопаді 2021 року Megan Thee Stallion визнана однією з жінок року за версією Glamour. Megan Thee Stallion виграла три нагороди на American Music Awards 2021.
Megan Thee Stallion закінчила Техаський Південний Університет 11 грудня 2021 року. Незабаром вона була удостоєна нагороди Героя 18-го округу Конгресу Техасу від члена парламенту Шейли Джексон Лі за її благодійні зусилля в Х'юстоні. Після закінчення навчання Megan Thee Stallion вона підписала ексклюзивну угоду з Netflix, згідно з якою вона створюватиме та продюсуватиме контент для керівників, включаючи телесеріали та інші проєкти.
11 березня 2022 року Megan Thee Stallion випустила спільну роботу зі співачкою Дуа Ліпою під назвою «Sweetest Pie».

## Особисте життя
Хоча вона ніколи публічно не називала свою сексуальну орієнтацію, але в її творчості та в поведінці в мережі чи у заявах під час інтерв'ю є прямі вказівки на те що вона має потяг до жінок. Вона неодноразово публічно виступала на підтримку прав ЛГБТ людей.

## Артистичність
Megan Thee Stallion відома своєю впевненістю, чуттєвістю та відвертими текстами. В інтерв'ю Pitchfork вона заявила: «Це не лише сексуальність, а й впевненість у своїй сексуальності».
Вона називає свою матір Холлі Томас першим і найбільшим впливом на неї (її мати померла від пухлини мозку у 2019 році в один місяць з її бабусею). Також Megan Thee Stallion розповідала, що на неї вплинули Pimp C і його сольний альбом Pimpalation 2006 року, і заявляла, що вона хоче вселити в себе ту саму впевненість, що репер робить через свою музику. Іншими натхненниками вона називала Notorious B.I.G., Lil` Kim, Квін Латіфа і Three 6 Mafia, а вона вважає Q-Tip своїм наставником. Вона розповідала в інтерв'ю, що коли досягла повноліття у 2000-х, вона слухала свої улюблені реп-пісні з таких груп, як Three 6 Mafia і Pimp C, і запитувала себе: «Як добре це звучало б, якби це зробила дівчина?» "
На неї також вплинула Бейонсе. У промові на вручення премії Греммі з Бейонсе для «Savage» вона сказала: "Ще я була маленькою, я думала: «Знаєш що? Одного дня я виросту і стану як реп-Бейонсе. Це, безумовно, було моєю метою». В інтерв'ю Teen Vogue вона розповіла про Нікі Мінаж як ще один вплив на її особистість.

## Дискографія

### Студійні альбоми
- Good News (2020)

### Збірники
- Something for Thee Hotties (2021)

### Мініальбоми
- Make It Hot (2017)
- Tina Snow (2018)
- Suga (2020)

### Мікстейпи
- Rich Ratchet (2016)
- Megan Mix (2017)
- Fever (2019)